# Mark-Anthony Kaye
Mark-Anthony Kaye (Toronto, 1994. december 2. –) kanadai válogatott labdarúgó, az amerikai New England Revolution középpályása.

## Pályafutása

### Klubcsapatokban
Kaye a kanadai fővárosban, Torontoban született. Az ifjúsági pályafutását a helyi Toronto akadémiájánál folytatta.
2016-ban mutatkozott be az amerikai Louisville City felnőtt keretében. 2018-ban az első osztályú Los Angeles, míg 2021-ben a Colorado Rapids szerződtette. Először a 2021. augusztus 8-ai, Sporting Kansas City ellen 0–0-ás döntetlennel zárult mérkőzésen lépett pályára. Első gólját 2021. augusztus 22-én, a Real Salt Lake ellen hazai pályán 2–1-re megnyert találkozón szerezte meg. 2022. július 9-én a Torontohoz, majd 2023. július 13-án a New England Revolution-höz igazolt.

### A válogatottban
Kaye az U23-as korosztályú válogatottban is képviselte Kanadát.
2017-ben debütált a felnőtt válogatottban. Először a 2017. június 13-ai, Curacao ellen 2–1-re megnyert mérkőzés 79. percében, Patrice Berniert váltva lépett pályára. Első góljait 2021. március 29-én, a Kajmán-szigetek ellen 11–0-ás győzelemmel zárult VB-selejtezőn szerezte meg.

## Statisztikák
2024. augusztus 10. szerint
| Klub                   | Szezon   | Osztály  | Bajnokság | Bajnokság | Kupa  | Kupa | Nemzetközi | Nemzetközi | Összesen | Összesen |
| Klub                   | Szezon   | Osztály  | Meccs     | Gól       | Meccs | Gól  | Meccs      | Gól        | Meccs    | Gól      |
| ---------------------- | -------- | -------- | --------- | --------- | ----- | ---- | ---------- | ---------- | -------- | -------- |
| Los Angeles            | 2018     | MLS      | 20        | 2         | 2     | 0    | —          | —          | 22       | 2        |
| Los Angeles            | 2019     | MLS      | 32        | 4         | 1     | 0    | —          | —          | 33       | 4        |
| Los Angeles            | 2020     | MLS      | 19        | 3         | 0     | 0    | 5          | 0          | 24       | 3        |
| Los Angeles            | 2021     | MLS      | 10        | 0         | 0     | 0    | —          | —          | 10       | 0        |
| Colorado Rapids        | 2021     | MLS      | 16        | 1         | 0     | 0    | —          | —          | 16       | 1        |
| Colorado Rapids        | 2022     | MLS      | 17        | 3         | 1     | 0    | 2          | 0          | 20       | 3        |
| Toronto                | 2022     | MLS      | 8         | 0         | 0     | 0    | —          | —          | 8        | 0        |
| Toronto                | 2023     | MLS      | 21        | 2         | 1     | 0    | —          | —          | 22       | 2        |
| New England Revolution | 2023     | MLS      | 12        | 0         | 0     | 0    | 4          | 0          | 16       | 0        |
| New England Revolution | 2024     | MLS      | 16        | 0         | 0     | 0    | 9          | 1          | 25       | 1        |
| Összesen               | Összesen | Összesen | 171       | 15        | 5     | 0    | 20         | 1          | 196      | 16       |

### A válogatottban
| Válogatott | Év       | Pályára lépés | Gól |
| ---------- | -------- | ------------- | --- |
| Kanada     | 2017     | 5             | 0   |
| Kanada     | 2018     | 1             | 0   |
| Kanada     | 2019     | 8             | 0   |
| Kanada     | 2021     | 16            | 2   |
| Kanada     | 2022     | 9             | 0   |
| Kanada     | 2023     | 3             | 0   |
| Összesen   | Összesen | 42            | 2   |

#### Góljai a válogatottban
| # | Időpont           | Helyszín                                          | Ellenfél        | Gólok | Eredmény | Kiírás               |
| - | ----------------- | ------------------------------------------------- | --------------- | ----- | -------- | -------------------- |
| 1 | 2021. március 29. | IMG Academy, Bradenton, Amerikai Egyesült Államok | Kajmán-szigetek | 5–0   | 11–0     | 2022-es VB-selejtező |
| 2 | 2021. március 29. | IMG Academy, Bradenton, Amerikai Egyesült Államok | Kajmán-szigetek | 7–0   | 11–0     | 2022-es VB-selejtező |

## Sikerei, díjai
Toronto
- Kanadai Kupa
  - Döntős (1): 2022

Egyéni
- MLS All-Stars: 2019